# Orlovo (Sakhalín)
|  | Per a altres significats, vegeu «Orlovo». |

Orlovo (en rus: Орлово) és un poble de l'óblast de Sakhalín, a l'Extrem Orient de Rússia, que el 2013 tenia 25 habitants. Pertany al districte d'Uglegorsk.